# 兵庫県道410号中寺北条線
兵庫県道410号中寺北条線（ひょうごけんどう410ごう なかでらほうじょうせん）は、兵庫県姫路市から加西市に至る一般県道である。

## 概要
姫路市香寺町中寺から加西市北条町黒駒に至る。

### 路線データ
- 起点：姫路市香寺町中寺（兵庫県道409号久畑香呂線交点）
- 終点：加西市北条町黒駒（兵庫県道117号豊富北条線交点）
- 総延長：10.006 km

## 路線状況

### 重複区間
- 国道312号（姫路市香寺町溝口・溝口南交差点 - 姫路市香寺町溝口・溝口交差点）

### 道路施設

#### 橋梁
- 中津橋（市川、姫路市）
- 権現橋（平田川、神崎郡福崎町）

## 地理

### 通過する自治体
- 姫路市
- 神崎郡福崎町
- 加西市

### 接続道路
| 交差する道路              | 市町村名 | 交差する場所 | 交差する場所       |
| ------------------------- | -------- | ------------ | ------------------ |
| 兵庫県道409号久畑香呂線   | 姫路市   | 香寺町中寺   | 起点               |
| 国道312号 重複区間起点    | 姫路市   | 香寺町溝口   | 溝口南交差点       |
| 国道312号 重複区間終点    | 姫路市   | 香寺町溝口   | 溝口交差点         |
| 兵庫県道218号西田原姫路線 | 姫路市   | 船津町       | 姫路大沢（）交差点 |
| 兵庫県道117号豊富北条線   | 加西市   | 北条町黒駒   | 終点               |

### 交差する鉄道
- 播但線

### 沿線
- 姫路市立中寺小学校
- 兵庫県立香寺高等学校
- JR西日本播但線 溝口駅